# William Hall Milton
William Hall Milton (* 2. März 1864 bei Marianna, Jackson County, Florida; † 4. Januar 1942 in Marianna) war ein US-amerikanischer Politiker (Demokratische Partei), der den Bundesstaat Florida im Senat der Vereinigten Staaten vertrat.

## Leben
William Milton besuchte zunächst die öffentlichen Schulen im Jackson County und danach die Marianna Academy, eine Privatschule, ehe er seine Ausbildung am Agricultural and Mechanical College in Auburn fortsetzte, der späteren Auburn University. Von 1885 bis 1893 stand er als Beamter in Diensten der Stadt Marianna und war unter anderem deren Kämmerer. Während dieser Zeit studierte er die Rechtswissenschaften und wurde 1890 in die Anwaltskammer aufgenommen. Zwischen 1890 und 1894 arbeitete er als Gerichtsassistent (Court commissioner). Überdies stieg er ins Bankgewerbe ein.

## Politik und öffentliche Ämter
Miltons politische Laufbahn begann mit der Mitgliedschaft im Repräsentantenhaus von Florida von 1889 bis 1891. Im Jahr 1892 gehörte er für die Demokraten dem Electoral College an, das Grover Cleveland zum US-Präsidenten wählte. Von 1894 bis 1897 fungierte Milton als Leiter der Bundeslandvermessungsbehörde für Florida (Surveyor General); danach war er bis 1902 Präsident des Leitungsgremiums der staatlichen Besserungsanstalt in Marianna. Zwischen 1898 und 1899 übte er auch das Amt des Bürgermeisters seiner Heimatstadt aus.
Im Jahr 1900 bewarb sich Milton erstmals um das Amt des Gouverneurs von Florida, unterlag aber seinem innerparteilichen Gegner William Sherman Jennings. Eine weitere erfolglose Kandidatur folgte 1912. Zwischenzeitlich gehörte William Milton als Vertreter seines Staates dem US-Senat an, wo er ab dem 27. März 1908 die Nachfolge des verstorbenen William James Bryan antrat. Er verblieb bis zum 3. März 1909 im Kongress und trat nicht zur Wiederwahl an.
Milton arbeitete danach wieder als Anwalt. Er betätigte sich außerdem im Immobilien- sowie im Versicherungsgewerbe. Von 1916 bis 1917 saß er im Stadtrat von Marianna; 1923 wurde er dann zum United States Commissioner für den nördlichen Distrikt von Florida ernannt, was er bis zu seinem Tod blieb. Außerdem war er von 1937 bis 1942 für die örtliche Wohlfahrtsbehörde tätig.